# Pirâmide de Quentecaus II
A Pirâmide de Quentecaus II é uma pirâmide do Antigo Egito erigida no Reino Antigo em nome da rainha Quentecaus II, esposa do faraó Neferircaré e mãe dos também faraós Neferefré e Raturés. Sua ereção iniciou ainda sob Neferircaré, mas por conta da morte dele, a obra ficou paralisada até ser recomeçada por Raturés. Atualmente sobreviveu na forma de poucas ruínas que não chegam a quatro metros de altura, sendo que se tem especulado que devia medir originalmente 17 metros. Sua destruição se deu por erosão e extração de matéria-prima para construção de outros edifícios.

## Descoberta
A pirâmide, diretamente ao sul do complexo da Pirâmide de Neferircaré, foi explorada pela primeira vez no início do século XX por Ludwig Borchardt, que também achou restos do complexo, que identificou incorretamente como mastaba dupla após a realização de algumas sondagens. Animado pela descoberta de um fragmento de papiro da V dinastia, o arqueólogo tcheco Miroslav Verner investigou a área anteriormente inexplorada durante as escavações que realizou em Abusir com sua equipe de 1975 a 1980. No processo, descobriu que não era uma mastaba, mas um pequeno complexo de pirâmide.
Através de suas escavações, Verner foi capaz de atribuir claramente a estrutura a uma rainha chamada Quentecaus. Inicialmente, não estava claro se era Quentecaus I da IV dinastia cujo túmulo está em Gizé. Tanto Quentecaus I como Quentecaus II tinham um título incomum que indicava que haviam governado o Egito pessoalmente. A partir do contexto arqueológico, contudo, foi possível datar a pirâmide em Abusir à V dinastia e identificar a dona da pirâmide como a esposa de Neferircaré.

## Construção
A construção da pirâmide de Quentecaus começou no reinado de seu marido Neferircaré e parece ter sido planejada originalmente como uma simples pirâmide dentro do complexo mortuário de Neferircaré. Inscrições desta fase da construção dão seu nome com o título de "Esposa Real". Entre o décimo e o décimo primeiro ano de reinado do faraó houve uma mudança na obra, que atingiu a altura do teto da câmara funerária por este ponto. A razão à mudança foi quiçá a morte do rei. Apesar da continuação da obra no curto reinado subsequente de Neferefré não possa ser descartada, há muito pouca evidência disso. Apenas sob Raturés parece ter continuado no complexo. Nas inscrições da época, o título de Quentecaus é "rainha mãe". A pirâmide foi terminada, um templo foi erguido em duas fases e o resto do complexo foi construído.
Há também uma inscrição desta época, que lhe dá o título de Mw.tnsw-bj.tj-nsw-bj.tj, que pode ser lido como "Mãe do Rei do Alto e Baixo Egito e Rei do Alto e Baixo Egito" ou "Mãe de dois reis do Alto e Baixo Egito". A primeira interpretação apontaria que reinou como monarca em seu próprio direito por pelo menos um curto período de tempo - uma possibilidade que também é apoiada pela representação dela com os símbolos do rei.

## Pirâmide

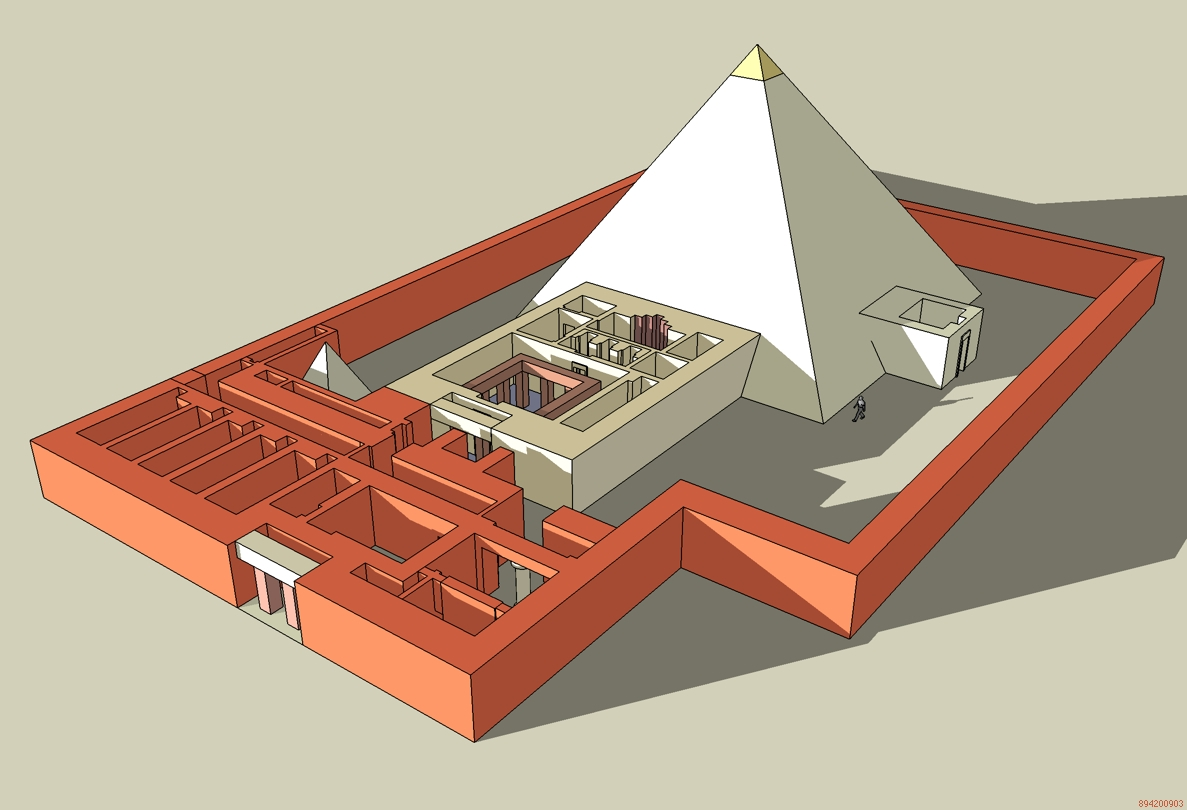
Reconstrução da pirâmide

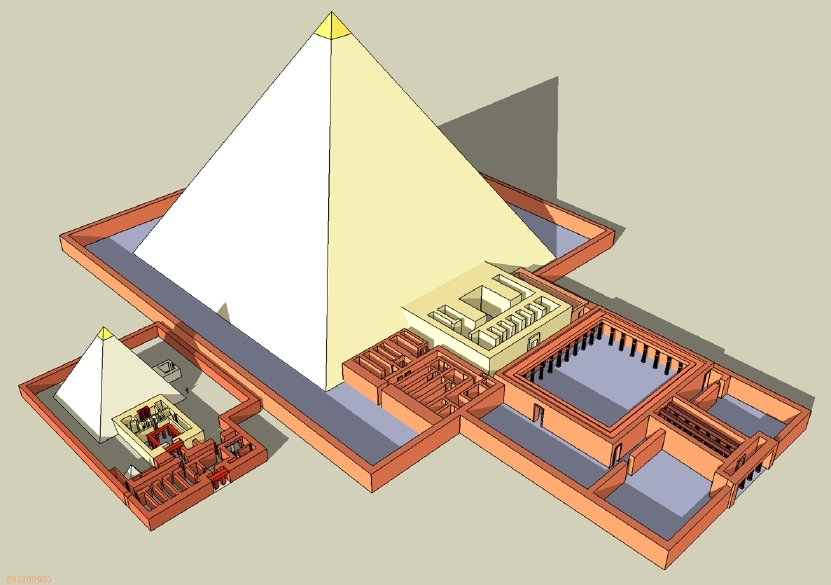
Pirâmides de Quentecaus e Neferircaré

A pirâmide tinha base que media 25 metros por 25 metros e, se a sua inclinação fosse o ângulo de 52 ° que era habitual em pirâmides na V dinastia, então teria cerca de 17 metros de altura. O núcleo era formado por três estágios de pequenos blocos calcários mantidos juntos por argila. Este material foi o remanescente do material usado para construir a pirâmide de Neferircaré. O núcleo parece ter sido coberto com um revestimento fino de calcário de Tora. O topo da pirâmide era formado por um piramídio de granito cinza-escuro, cujos fragmentos foram encontrados nas ruínas.
Na primeira fase de construção, sob Neferircaré, a estrutura central da pirâmide foi erigida, mas o revestimento e o templo mortuário não foram adicionados. A evidência arqueológica sugere que o revestimento foi adicionado pela primeira vez ao mesmo tempo em que o templo mortuário de calcário foi construído, sob Niuserré. A estrutura da pirâmide foi fortemente danificada pela espoliação, de tal forma que as ruínas estão agora a apenas 4 metros de altura. O trabalho de alvenaria de má qualidade e o material de baixa qualidade facilitaram tanto a destruição por extração como a erosão.

### Subestrutura
A subestrutura da pirâmide é uma tumba aberta e plana que está muito claramente preservada. Do norte, um corredor desce por cerca de metade do seu comprimento, depois continua na horizontal e vira ligeiramente ao leste. Pouco antes da câmara funerária há uma armadilha de queda de granito. A câmara estava orientada na direção leste-oeste. O material de construção da passagem e da câmara eram pequenos blocos de calcário fino. O teto da câmara era plano e formado por enormes blocos de calcário. A câmara propriamente está fortemente danificada, mas fragmentos de um sarcófago de granito rosa foram encontrados. Algumas das bandagens da múmia e fragmentos de bens mortuários de alabastro também foram achados. Esses vestígios indicam que a pirâmide foi de fato usada como o lugar de descanso final da rainha.

## Complexo da pirâmide

### Capela norte e pirâmide de culto

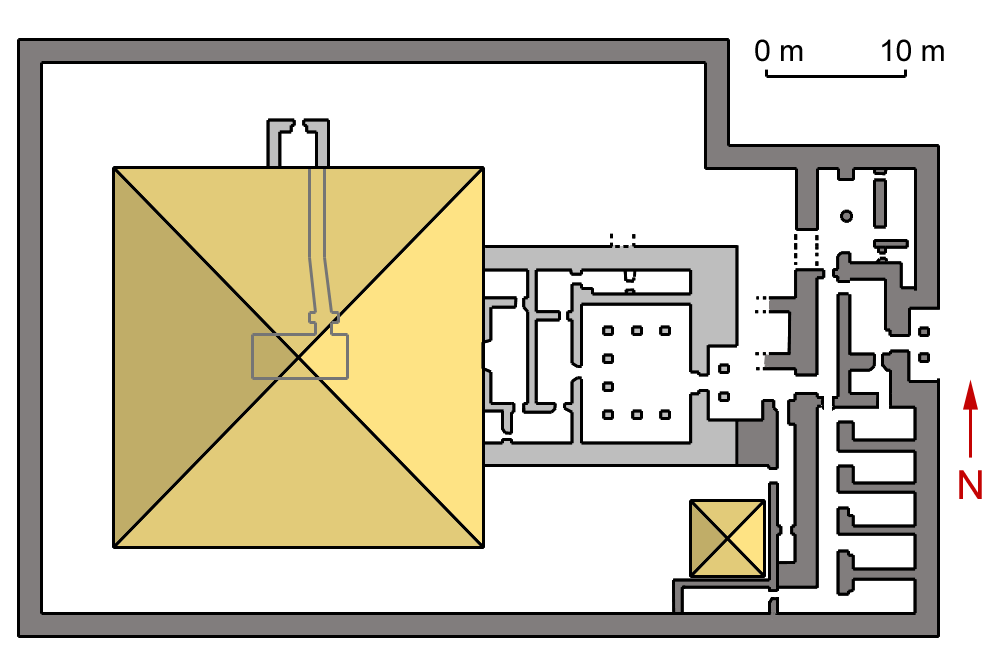
Planta do complexo

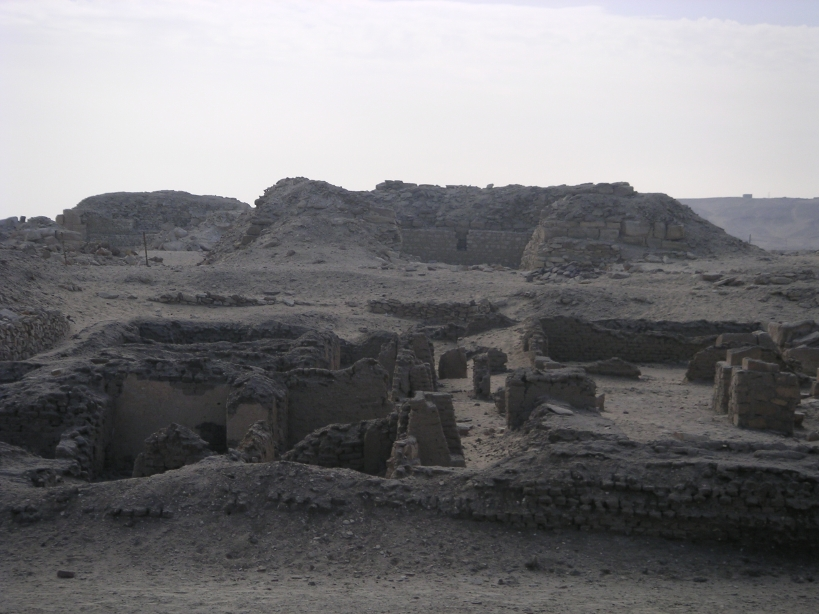
Restos do templo mortuário

No centro do lado norte da pirâmide, há uma pequena estrutura que devia ter serviço como capela de oferendas, mas da qual restam hoje apenas poucos vestígios. No canto sudeste, havia uma pequena pirâmide de culto, que media 5,2 x 5,2 metros na base e tinha uma altura de cerca de 4,5 metros - significativamente mais íngreme que a pirâmide principal, com uma inclinação de cerca de 60 °. A pirâmide do culto foi feita do mesmo material que a parede externa do complexo.

### Templo mortuário e parede
O culto de Quentecaus ainda é atestado mais de trezentos anos depois, no fim da V dinastia. Seu templo mortuário fica no lado leste da pirâmide e foi erigido como parte da fase final da construção sob Niuserré. A construção ocorreu em duas fases: primeiro, pequeno templo foi construído de calcário, que foi depois ampliado com tijolos de barro. O templo calcário original foi acessado a partir do leste através de um pórtico com colunas. No interior, havia uma quadra de colunas abertas com oito colunas, um salão que tinha 16 estátuas de culto da rainha segundo um fragmento de papiro do arquivo do templo, um salão de oferendas com uma porta falsa de granito rosa, um altar e câmaras de depósito. Uma escada levava a um terraço.
O salão de oferendas foi decorado com imagens esculpidas em relevo e inscrições. Os pilares do pátio tinham decoração semelhante. Um deles tinha uma representação da rainha com o ureu na testa - um símbolo real que foi interpretado como significando que ela foi rainha reinante. Na expansão do templo na segunda fase, uma nova entrada foi adicionada no leste, bem como mais cinco câmaras de armazenamento e uma residência para os sacerdotes. Tijolo de barro foi usado para essas novas adições, ao invés de alvenaria de calcário. No curso da expansão, uma parede maciça de tijolos de barro foi feita em torno do complexo, separando-o do complexo de pirâmides de Neferircaré. Alguns restos de uma parede de calcário anterior da primeira fase de construção indicam que o complexo seria originalmente conectado ao outro complexo.